# Общополезни земеделски каси
Общополезните земеделски каси са първите кредитни организации в България. Създадени са в края на османското владичество, през 1863–1865 година, по почин на валията на Ниш (впоследствие и на Дунавския вилает) Мидхат паша за насърчаване на земеделието, премахване на лихварството и благоустройство на общините.
Първата общополезна каса е основана в Пирот през 1863 и започва да функционира в началото на 1864. В рамките на следващите две години са образувани каси във всички околийски средища на Дунавския и Одринския вилает. Капиталът им се набира чрез принудителни вноски в натура от местното население и се използва за кредитиране на селски стопани при лихва от 12 % (неколкократно по-ниска от събираната от лихварите), както и за обществени строежи (чешми, пътища, мостове и училища).
Въпреки че не натрупват значителен капитал (малко над 66 милиона гроша за периода до 1877 г.), общополезните каси представляват най-значителните кредитни институции по българските земи до Освобождението. Освен че ограничават дейността на лихварите, те допринасят за развитието на кооперативния кредит в свободна България. През Руско-турската война от 1877–1878 година са разграбени от бягащите турски чиновници, което налага реорганизирането им в нови земеделски каси при Временното руско управление.